# Oranje leeuwen
Oranje leeuwen is een lied van de Nederlandse cabaretier Najib Amhali en de band PlusSupportAct. Het werd in 2014 als single uitgebracht.

## Achtergrond
Oranje leeuwen is geschreven en geproduceerd door Alexander Broussard, Dennis van Hoorn, Serge Naberman en Najib Amhali. Het is een voetballied dat past in het genre nederpop. In het lied zingt de artiest over hoe het Nederlands voetbalelftal wereldkampioen zal worden bij het Wereldkampioenschap voetbal in 2014. Het nummer werd gebruikt als introtune bij het online videojournaal Telesport Mundial. Amhali en de PlusSupportAct waren voor het uitbrengen van de single geen onbekenden van elkaar, aangezien PlusSupportAct al jarenlang de begeleidingsband van Amhali was.

## Hitnoteringen
De cabaretier en de band hadden weinig succes met het lied in Nederland. Het had geen notering in de Single Top 100 en ook de Top 40 werd niet bereikt; het lied bleef steken op de zeventiende plaats van de Tipparade.